# Die Wirtin an der Lahn
Die Wirtin an der Lahn ist ein deutsches Filmlustspiel aus dem Jahre 1955 von J. A. Hübler-Kahla mit  Oskar Sima und Dorit Kreysler in den Hauptrollen.

## Handlung
Josef und Karoline Steinmeier betreiben das Wirtshaus an der Lahn. Ihr Ruf ist nicht der beste, denn sie gelten als knickrig und ziemlich gemein. Seit Jahren kassieren sie die von seinem früheren Arbeitgeber bezogene Rente ihres Großvaters ein, der jedoch längst verstorben ist. Als eines Tages der Sektfabrikant Hans Eschelbach dem Opa, der einst sein Kellermeister gewesen war, zum 100. Geburtstag gratulieren und persönlich vorbeischauen will, ist guter Rat teuer. Ein neuer Opa Steinmeier muss her, um den Betrug nicht auffliegen zu lassen! Und der sollte auch noch etwa wie ein Hundertjähriger aussehen. Da bietet sich ihr Nachbar, der Großvater Zimperl, an, ein urwüchsig-alpines Fossil, der trotz seiner erst siebzig Lenze all das mitbringt, was man von einem raunzenden, verwitterten Jahrhundert-Urgestein erwartet.
Das Problem ist jedoch, dass die Steinmeiers und der alte Zimperl gerade gegeneinander prozessieren. Der listige Alte ist nun in einer deutlich besseren Verhandlungsposition und lässt die Steinmeiers für seinen zu leistenden Gefallen finanziell ordentlich bluten. Und um den Steinmeiers noch ein Weiteres zuzumuten, zieht er gleich mit seiner 16-jährigen Enkelin Marie, einem ziemlich frechen Fratz, in das Wirtshaus an der Lahn ein. Als Direktor Eschelbach eintrifft, beginnt der Reigen komischer Verwechslungen und Scharaden. Der Sektfabrikant ist natürlich nicht blöd und durchschaut rasch das falsche Spiel der Steinmeiers. Eigentlich müsste er wegen der von den beiden unrechtmäßig erhaltenen Rentenfortzahlung stinksauer sein, doch da sich der schmucke Fabrikant ausgerechnet in Gretl, die Nichte der beiden Wirtshausbetreiber, verliebt, drückt er ein Auge zu, und die Dinge wenden sich, lustspielkonform, am Ende zum Guten.

## Produktionsnotizen
Die Wirtin an der Lahn entstand Mitte 1955 und wurde am 30. September desselben Jahres in Wien uraufgeführt. Die deutsche Premiere war am 6. Oktober 1955 in Koblenz. 
Heinz Mikosch übernahm die Produktionsleitung, Ernst H. Albrecht und Paul Markwitz gestalteten die Filmbauten. Die musikalische Leitung oblag Frank Fox, die Liedtexte schrieb Therese Angeloff.

## Kritik
Im Lexikon des Internationalen Films heißt es knapp: „Ungewöhnlich dummer Schwank.“